# David Minge

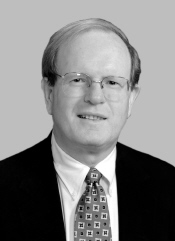
David Minge

David R. Minge (* 19. März 1942 in Clarkfield, Yellow Medicine County, Minnesota) ist ein US-amerikanischer Politiker. Zwischen 1993 und 2001 vertrat er den Bundesstaat Minnesota im US-Repräsentantenhaus.

## Werdegang
David Minge besuchte bis 1960 die Worthington High School. Danach studierte er bis 1964 am St. Olaf College. Nach einem anschließenden Jurastudium an der University of Chicago und seiner im Jahr 1967 erfolgten Zulassung als Rechtsanwalt begann er in Minneapolis in seinem neuen Beruf zu arbeiten. Zwischen 1970 und 1977 hielt er juristische Vorlesungen an der University of Wyoming. Zwischenzeitlich war er juristischer Berater eines Kongressunterausschusses. Von 1977 bis 1992 praktizierte Minge in Montevideo (Minnesota) als Rechtsanwalt. Dort saß er in den Jahren 1989 bis 1992 auch im Schulrat.
Politisch schloss sich Minge der Demokratischen Partei an. Bei den Kongresswahlen 1992 wurde er im zweiten Wahlbezirk von Minnesota in das US-Repräsentantenhaus in Washington, D.C. gewählt, wo er am 3. Januar 1993 die Nachfolge von Vin Weber antrat. Nach drei Wiederwahlen konnte er bis zum 3. Januar 2001 vier Legislaturperioden im Kongress absolvieren. Dort setzte er sich unter anderem für den Umweltschutz ein.
Im Jahr 2000 unterlag David Minge dem Republikaner Mark Kennedy. Seit 2002 ist er Richter am Berufungsgericht von Minnesota. Minge ist mit Karen Aaker verheiratet, mit der er zwei Söhne hat.